# Pseudophilautus schneideri
Espèce
Pseudophilautus schneideri est une espèce d'amphibiens de la famille des Rhacophoridae.

## Répartition
Cette espèce est endémique du Sud-Ouest du Sri Lanka. 

## Étymologie
Cette espèce est nommée en l'honneur de Christopher J. Schneider.

## Publication originale
- Meegaskumbura & Manamendra-Arachchi, 2011 : Two new species of shrub frogs (Rhacophoridae: Pseudophilautus) from Sri Lanka. Zootaxa, no 2747, p. 1-18.